# Teucocranon
Teucocranon là một chi bướm đêm thuộc họ Noctuidae.